# Wittfeld (Duisburg)

Wittfelder Mühle, 1902, Aufnahme von Alfred Schneider

Wittfeld, in frühster Zeit Wetfelde genannt, ist eine Bauerschaft in der ehemaligen Gemeinde Hamborn, heute ein Stadtbezirk von Duisburg. Um 970 wurde das Stück Land im Besitzverzeichnis der Abtei Werden als „Weitfelde iuxta Havenburnen“ bezeichnet. Die Wittfelder Mühle an der Emscher bestand bereits 1353 ursprünglich als Getreidemühle, später auch als Sägemühle. Mitte des 19. Jahrhunderts begann hier die Industrialisierung. Im November 1899 begann August Thyssen in Wittfeld mit dem Abteufen von Schacht 4 der Gewerkschaft Deutscher Kaiser. 